# Олд-Сейбрук (Коннектикут)
Олд-Сейбрук (англ. Old Saybrook) — місто (англ. town) в США, в окрузі Міддлсекс штату Коннектикут. Населення — 10 481 особа (2020).

## Демографія
Згідно з переписом 2010 року, у місті мешкали 10 242 особи в 4247 домогосподарствах у складі 2923 родин. Було 5602 помешкання
Расовий склад населення:
| - 93,9 % — білих - 2,4 % — азіатів - 0,9 % — чорних або афроамериканців - 0,1 % — корінних американців - 1,2 % — осіб інших рас |

До двох чи більше рас належало 1,5 %. Частка іспаномовних становила 3,3 % від усіх жителів.
За віковим діапазоном населення розподілялося таким чином: 19,8 % — особи молодші 18 років, 54,9 % — особи у віці 18—64 років, 25,3 % — особи у віці 65 років та старші. Медіана віку мешканця становила 50,1 року. На 100 осіб жіночої статі у місті припадало 90,0 чоловіків;  на 100 жінок у віці від 18 років та старших — 87,8 чоловіків також старших 18 років.
Середній дохід на одне домашнє господарство  становив 103 962 долари США (медіана — 74 185), а середній дохід на одну сім'ю — 124 856 доларів (медіана — 89 449). Медіана доходів становила 61 500 доларів для чоловіків та 59 625 доларів для жінок. За межею бідності перебувало 4,8 % осіб, у тому числі 2,9 % дітей у віці до 18 років та 6,5 % осіб у віці 65 років та старших.
Цивільне працевлаштоване населення становило 5057 осіб. Основні галузі зайнятості: освіта, охорона здоров'я та соціальна допомога — 22,2 %, роздрібна торгівля — 13,7 %, виробництво — 10,5 %, науковці, спеціалісти, менеджери — 10,2 %.